# 梦幻帝国2：拓荒时代
《梦幻帝国2：拓荒时代》是Frog City Software开发的一款回合制策略游戏。游戏背景设定在16至18世纪的殖民时代，玩家将控制一个欧洲国家，通过内政、贸易、外交、战争等手段发展自己并最终称霸。该游戏是典型的4X游戏（探索、开拓、开发、征服）。

## 游戏简介
参与游戏的国家分为强大国家、中立国和部落。玩家可以从六个强大国家中（英国、法国、荷兰、瑞典、葡萄牙、西班牙）任选其一参与游戏。电脑控制的其他强大国家也会进行内政、外交和战争等行动来和玩家竞争。中立国和部落则不会进行任何主观行动。他们只是充当贸易伙伴和被征服的角色。其中中立国出现在旧大陆，游戏一开始就能看到。而部落则出现在新大陆，需要探索才能发现。
游戏的过程就是不断探索、开发和征服的过程。玩家需要不断地派遣探索者去探索未知大陆和矿产资源。一旦发现资源，就可以命令建造者前去开发，命令工程师去建造港口道路。如果该地不属于自己，则可以通过战争手段夺取，或是通过商人买断该地的开发权。开发好的资源每回合会汇入玩家所控制国家的账下。之后便可以利用这些资源进行生产或是贸易。
当生产的产品（特别是木材、青铜、钢铁）越来越多，玩家就可以组编军队，建造船只，以便进一步的扩张和掠夺资源。
游戏引入了科技发展（覆盖16至18世纪主要的科技）的概念。当玩家投入大量的金钱研发出新的科技时，也会得到相应的奖励。比如生产能力的提升、陆海军单位的升级等等。
游戏中的征服手段有两种，一种是军事征服，另一种是和平吞并。当某个中立国或部落和一个强大国家关系很好时，就有可能直接加入这个强大国家。

## 游戏主要概念
单位：
陆军单位：枪骑兵、火绳枪兵、野战炮等，用于陆上战斗。
海军单位：大帆船、巡洋舰、快速炮艇等，用于海上战斗和运输。
平民单位：工程师、建造者、探索者、商人等，用于探索和开发。
货物：（包括粮食、原料、产成品和贵金属）
粮食：谷物、肉、鱼。粮食无法交易，用于维持本国劳动力和各种军事单位。若粮食不足，就很有可能造成饥荒进而导致军队和劳动力的流失。
原料：铁矿石、羊毛、毛皮等。用于加工成产成品或者贸易。
产成品：铸铁、纸张、雪茄等。由原料加工而成，用于建造、军备、贸易等多种用途。游戏初期，木材、纺织品、铸铁非常重要，中期则增加青铜，游戏后期钢铁和煤是取胜的关键因素。
贵金属：金、银、钻石等。本国开发的贵金属无法用于贸易，而是直接转换为金钱收入。如果是本国殖民地开发的贵金属，殖民地会以一定的价格（视双方关系）卖给本国。
生产：
将原料加工成产成品。
- 1单位羊毛 和 1单位羊毛 可以生产出 1单位纺织品
- 1单位棉花 和 1单位棉花 可以生产出 1单位纺织品
- 1单位原木 和 1单位原木 可以生产出 1单位木材
- 1单位原木 和 1单位原木 可以生产出 1单位纸张
- 1单位铁矿石 和 1单位铁矿石 可以生产出 1单位铸铁
- 1单位铁矿石 和 1单位煤 可以生产出 1单位钢铁
- 1单位铜矿石 和 1单位锡矿石 可以生产出 1单位青铜
- 1单位粗糖 和 1单位粗糖 可以生产出 1单位精糖
- 1单位烟草 和 1单位烟草 可以生产出 1单位雪茄
- 1单位毛皮 和 1单位毛皮 可以生产出 1单位皮帽

军备和造船：
军备和造船都需要耗费大量的产成品，比如木材、钢铁等。经常参加战斗并获胜的军队可以得到经验值并提升攻防能力。当一些军事科技研发出来后，相应的陆海军部队还可以升级。
贸易：
原料和产成品都可以贸易。某种产品只有某个国家想卖的时候，另外的国家才可能买得到。贸易可以改善两国关系。商品价格在游戏中是浮动的，当供大于求时，价格会下跌，若求大于供，则价格会上涨。
劳动力：
将原料加工成产成品，还需要劳动力。当一个国家劳动力不足时，即使有大量原材料，也生产不出产品。劳动力的维持需要粮食，有时还需要特殊的奢侈品（精糖、雪茄、皮帽）。
运输：
陆上运输：已开发的资源需要有道路连接到本国首都才可以收集入国库。
海上运输：如果已开发的资源不和本国首都有陆路连接，就需要连接到某个本国港口。并且还要有足够空间的船只作为运输工具。当港口被敌人封锁时，担任运输任务的船只就很有可能被敌方击沉或夺取。
外交：
各国之间可以进行结盟、宣战、缔结条约等各种外交活动。和中立国以及部落的外交会受一定限制，比如对部落的战争就不需要事先宣战。